# Yubari
Yūbari (夕張市; -shi) é uma cidade japonesa localizada na subprovíncia de Sorachi, na província de Hokkaido.
Em 2003 a cidade tinha uma população estimada em 13 766 habitantes e uma densidade populacional de 18,03 h/km². Tem uma área total de 763,36 km².
Recebeu o estatuto de cidade a 1 de Abril de 1943.

## Cidade-irmã

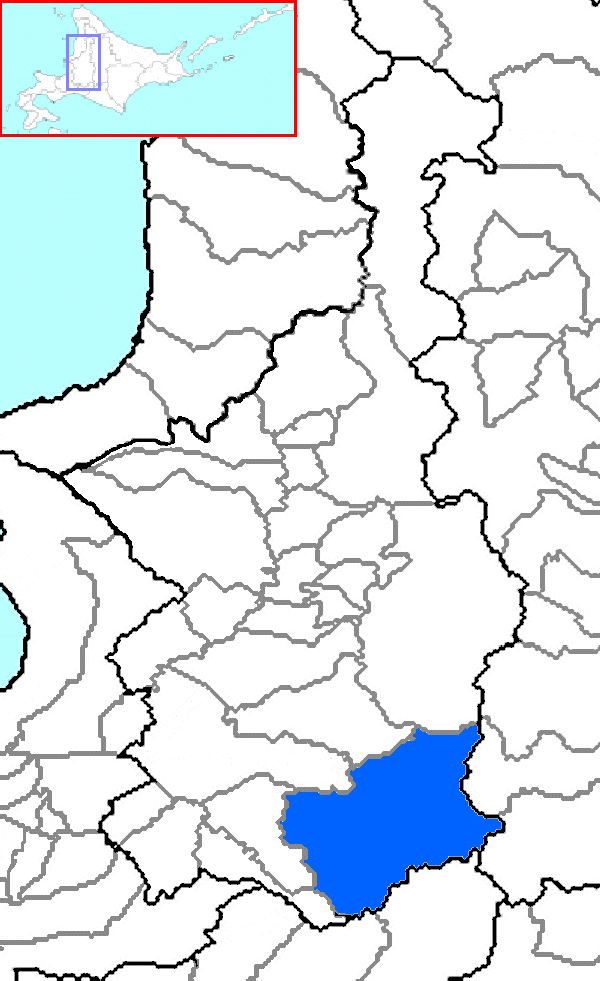

- Fushun, China